# 進化的暴露論証
進化的暴露論証（しんかてきばくろろんしょう、英: Evolutionary debunking argument）とは、全ての生物と同じように人間は進化的な起源を持つため、人が創り出した倫理と道徳の原則は実際には存在せず、それらは客観的な知識とはみなせないと主張する哲学的な議論である。
このような議論を提唱する者たちは、それらが道徳の実在論や有神論に対して反証するか、少なくとも疑問を投げかけている、としている。
一方で、批評家たちはこれらの議論自体が無効であると主張している。